# Oleg Smolaninow
Oleg Aleksiejewicz Smolaninow, ros. Олег Алексеевич Смолянинов, ukr. Олег Олексійович Смолянінов, Ołeh Ołeksijowicz Smolaninow (ur. 5 stycznia 1959 w Ałczewsku, obwodzie ługańskim) – rosyjski piłkarz pochodzenia ukraińskiego, grający na pozycji pomocnika, trener piłkarski.

## Kariera piłkarska

### Kariera klubowa
Rozpoczął karierę piłkarską w klubie Torpedo Taganrog. W latach 1981–1982 odbywał służbę wojskową w SKA Rostów nad Donem. Potem występował w Kołosie Nikopol, skąd w 1983 przeszedł do pierwszoligowego Szachtara Donieck. W donieckim klubie występował przez 7 lat. Następnie bronił barw klubów Zenit Leningrad, Dnipro Dniepropetrowsk, Tiekstilszczik Kamyszyn, Metałurh Zaporoże, Zoria-MAŁS Ługańsk i Naftochimik Krzemieńczuk. Od 1994 występował za granicą w klubach FSV Wacker 90 Nordhausen, Admira Wacker Mödling oraz Bene Jehuda Tel Awiw. Latem 1997 zakończył karierę piłkarską w zespole Awanhard Roweńki.

## Kariera trenerska
Jeszcze będąc piłkarzem Awanharda Roweńki pełnił również w nim funkcje trenerskie. W sezonie 1997/98 trenował Szachtar Makiejewka. W 1999 przyjął propozycję prowadzenia SKA-Eniergija Chabarowsk, z którym pracował do 2005. W 2006 prowadził İnter Baku. W styczniu 2008 objął stanowisko głównego trenera klubu Stal Ałczewsk, z którym pracował do sierpnia 2008, kiedy podał się do dymisji.

## Sukcesy i odznaczenia

### Sukcesy klubowe
- finalista Pucharu ZSRR: 1986
- finalista Superpucharu ZSRR: 1986
- finalista Pucharu Federacji Piłki Nożnej ZSRR: 1990

### Odznaczenia
- tytuł Mistrza Sportu ZSRR: 1983